# 九州大学生体防御医学研究所
九州大学生体防御医学研究所（きゅうしゅうだいがく せいたいぼうぎょいがくけんきゅうじょ）は、九州大学の附置研究所で、生体防御機構の破綻による疾患の発症機序の解明と診断、治療法を確立することを目的として設置されている研究所である。福岡県福岡市東区に所在する。
2010年度より共同利用・共同研究拠点に指定されている。
2023年度から東京医科歯科大学難治疾患研究所（現:東京科学大学総合研究院難治疾患研究所）、徳島大学先端酵素学研究所と共同で「高深度オミクス医学研究拠点整備事業」を開始し、九州大学を中核とした4大学（東京科学大学、徳島大学、熊本大学）の組織的連携により「高深度オミクスサイエンスセンター」を創設している。
2024年度から熊本大学発生医学研究所、京都大学医生物学研究所と共同で「学際領域展開ハブ形成プログラム」に採択され、共同利用・共同研究システム形成事業「4D システム発生・再生学イニシアティブ」を開始している。

## 概要
1982年4月、九州大学温泉治療学研究所（大分県別府市）の研究部門と九州大学医学部附属癌研究施設（福岡県福岡市）が統合し馬出地区に設立。馬出地区には九州大学病院が所在する。一方、別府地区にも分所が所在したが、2011年3月に廃止。温泉治療学研究所の診療部門を引き継いだ九州大学病院別府病院が設置されている。
生体の恒常性を維持するために重要な「生体防御」をテーマに、難治性疾患の発症機序の解明と診断、治療法の確立を目指した医学研究が行われている。
2010年度より共同利用・共同研究拠点「多階層生体防御システム研究拠点」に指定されている。
2016年度から東京医科歯科大学難治疾患研究所、熊本大学発生医学研究所、徳島大学先端酵素学研究所と共同で「トランスオミクスアプローチによる革新的医学研究」を開始し、日本学術会議の学術の大型研究計画に関するマスタープラン2014、2017に選定された。

## 沿革
- 1982年（昭和57年）4月1日 - 温泉治療学研究所および医学部附属癌研究施設を改組・統合して生体防御医学研究所を設置。温泉治療学研究所附属病院は生体防御医学研究所附属病院となる。
- 2004年（平成16年）4月1日 - 生体防御医学研究所附属病院を九州大学病院別府先進医療センターに改組。
- 2010年4月1日 - 共同利用・共同研究拠点「多階層生体防御システム研究拠点」に指定される[1]。
- 2011年（平成23年）4月1日 - 九州大学病院別府先進医療センターを九州大学病院に移管するとともに、別府地区の3分野を廃止。
- 2013年（平成25年）4月1日 - 附属遺伝情報実験センターの改編を基盤とした｢附属トランスオミクス医学研究センター」を設置
- 2016年4月1日 - 東京医科歯科大学難治疾患研究所、熊本大学発生医学研究所、徳島大学先端酵素学研究所と共同で「トランスオミクス医学研究拠点ネットワーク」事業を開始[2]
- 2019年九州大学生体防御医学研究所技術室を研究推進ユニットに改組し、２室（発生工学実験室、技術支援室）を設置
- 2022年附属トランスオミクス医学研究センターを改組し、附属高深度オミクスサイエンスセンターを設置。

## 組織
- 研究部門
  - 分子機能制御学部門
分野：トランススケール構造生命科学分野、免疫ゲノム生物学、構造生物学
  - 細胞機能制御学部門
分野：皮膚再生老化学、分子医科学、器官発生再生学、
  - 個体機能制御学部門
分野：免疫遺伝学、脳機能制御学

- 施設
  - 附属高深度オミクスサイエンスセンター
分野：ゲノミクス、トランスクリプトミクス、プロテオミクス、メタボロミクス、統合オミクス、分⼦神経免疫学分野、細胞不均⼀性学分野、遺伝子発現動態学分野、バイオメディカル情報解析分野
  - 附属システム免疫学統合研究センター
分野：情報生物学、粘膜防御学、アレルギー防御学分野、腫瘍防御学分野、防御分子構築学（客員）、防御システム再生学
  - 研究推進ユニット
    - 発生工学実験室
    - 技術支援室

- 建物
  - 研究所新館
  - 研究所旧館
  - ミレニアム研究棟

## 前身

### 九州大学温泉治療学研究所
量、種類ともに豊かな温泉資源に恵まれた別府温泉では、1912年（明治45年）に陸軍病院、1925年（大正14年）に海軍病院（現国立病院機構別府医療センター）が開設され、温泉療法が実践されていた。
1931年（昭和6年）、当時の九州帝国大学が温泉を活用した温熱療法等の研究を行うために、日本の大学で初めての温泉療法の研究施設である「九州大学温泉治療学研究所」が設置された。本研究所では、温泉療法の科学的研究が行われ、リウマチや膠原病といった内科疾患をはじめとする各種疾病の治療への温泉の活用などが試みられた。研究領域は徐々に拡大し、1959年（昭和34年）には温泉理学部門が増設されて、温泉療法医によるリハビリなど温泉を活用する臨床研究も行われた。
温泉治療学研究所には診療部門として内科が設置されており、1982年の統合に際して、九州大学温泉治療学研究所附属病院は九州大学生体防御医学研究所附属病院となったが、2004年（平成16年）に九州大学病院別府先進医療センターに改組され（管理は引き続き生体防御医学研究所）、2011年（平成23年）4月1日には、九州大学病院別府先進医療センターを九州大学病院に移管するとともに、生体防御医学研究所のうち別府地区の3分野を廃止。生体防御医学研究所は福岡地区に集約された。
- 1931年（昭和6年）10月31日 - 勅令第266号により定められた温泉治療学研究所管制に基づき、九州帝国大学の附置施設として、大分県別府市に温泉治療学研究所設置。内科部門が置かれる。
- 1936年（昭和11年）4月1日 - 外科部門開設。
- 1949年（昭和24年）5月31日 - 国立学校設置法により九州大学附置研究所となる
- 1954年（昭和29年）4月1日 - 産婦人科部門増設。
- 1956年（昭和31年）4月1日 - 皮膚泌尿器科部門増設。
- 1959年（昭和34年）4月1日 - 温泉理学部門増設。
- 1964年（昭和39年） - 温泉治療学研究所附属病院設置。内科、外科、産婦人科、皮膚泌尿器科が置かれる。
- 1968年（昭和43年）4月1日 - 温泉地生気候学部門増設。附属病院に温泉地生気候内科増設。

### 医学部附属癌研究施設
- 1955年（昭和30年）4月1日 - 医学部病理学教室内に癌研究室を設置。
- 1957年（昭和32年）4月1日 - 医学部附属癌研究施設を増設、化学部門開設。
- 1961年（昭和36年）4月1日 - 病理部門増設
- 1967年（昭和42年）4月1日 - 細胞部門増設
- 1976年（昭和51年）4月1日 - 免疫部門増設